# 斑兔脂鯉
斑兔脂鯉（学名：Leporinus maculatus）為輻鰭魚綱脂鯉目脂鯉亞目上口脂鯉科的其中一個種，分布於南美洲聖弗朗西斯科河及圭亞那沿岸淡水流域，體長可達18公分，棲息在沙石底質且水流快速的水域，生活習性不明，可作為觀賞魚。
其种加词“maculatus”意为“有斑点、斑块、斑纹的”。